# Степановка (Переволоцкий район)
Степановка — село в Переволоцком районе Оренбургской области. Административный центр Степановского сельсовета.

## География
Расположен в центральной части региона, у реки Большой Уран.

## История
Согласно Закону Оренбургской области от 2 сентября 2004 года № 1424/211-III-ОЗ «О наделении муниципальных образований Оренбургской области статусом муниципального района, городского округа, городского поселения, установлении и изменении границ муниципальных образований» Степановка возглавила образованное муниципальное образование «Степановский сельсовет».

## Население
| 1900  | 1903  | 1917  | 1920 | 1926 | 1930 |
| ----- | ----- | ----- | ---- | ---- | ---- |
| 151   | ↘96   | ↗334  | ↘240 | ↗263 | ↗290 |
| 1976  | 2002  | 2010  |      |      |      |
| ↗1033 | ↗1226 | ↘1161 |      |      |      |

## Инфраструктура
МБОУ СОШ с. Степановка. Больница. Православный храм. Администрация поселения. 

## Транспорт
Дороги третьего класса Степановка — Кутлумбетово, Кубанка — Степановка.